# Arquitectura sumeria

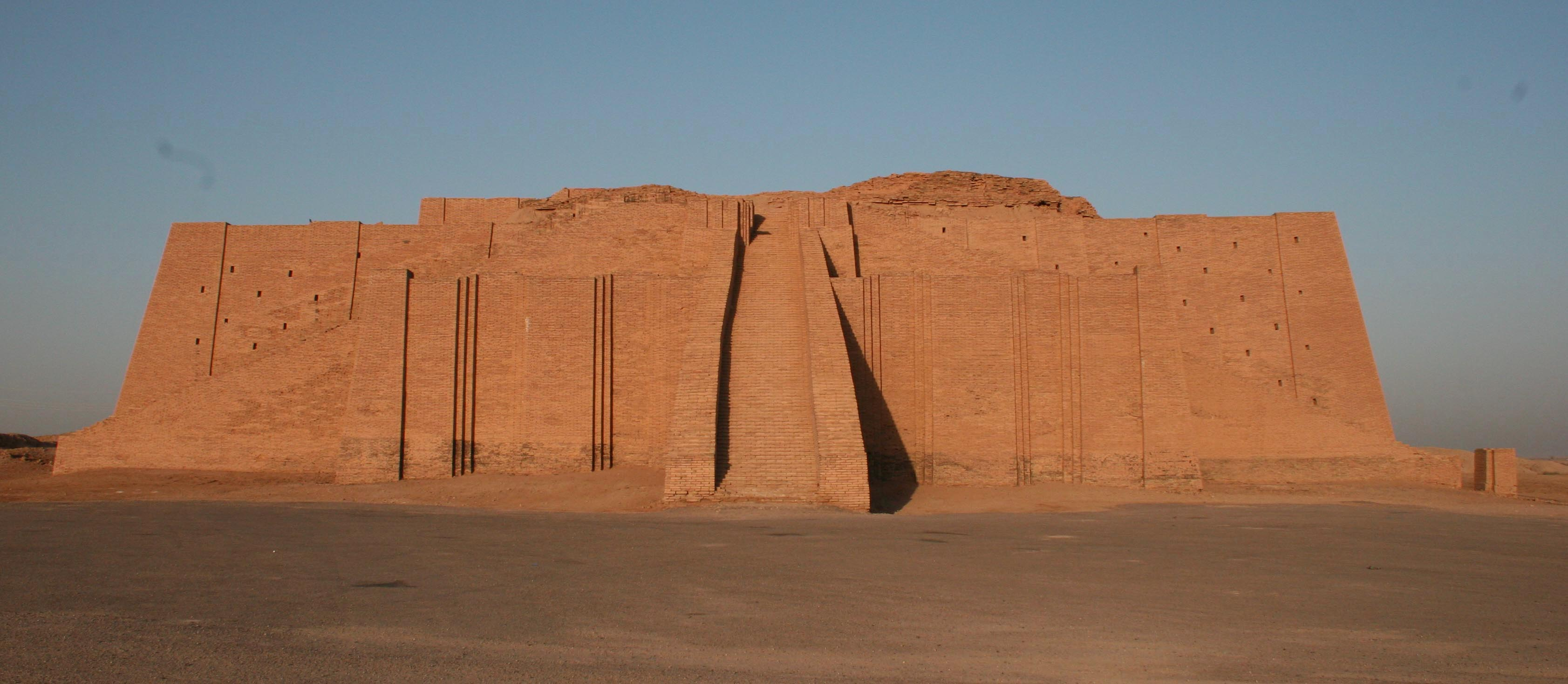
El Zigurat de Ur, cerca de Nasiriya, Irak.

La arquitectura sumeria es aquella del pueblo sumerio que habitó en la Mesopotamia (actual Irak) desde mediados del VI milenio a inicios del II milenio a. C. Entre sus logros arquitectónicos se encuentran la invención del planeamiento urbanístico, las casas con patio y las pirámides escalonadas (zigurat). Si bien no existe la arquitectura como profesión en Sumeria, los escribas redactaron y administraron las construcciones para el gobierno y la nobleza. Los sumerios eran conscientes del 'oficio de construir' como un don divino enseñado a los hombres por los dioses. La arquitectura sumeria es la fundación de las posteriores arquitecturas hebrea, fenicia, anatolia, hitita, hurrita, ugarítica, babilonia, asiria, persa, islámica y, en cierta medida, grecorromana y, por tanto, occidental.
El tipo más famoso e impresionante de entre las edificaciones sumerias era el zigurat, una construcción de largas y amplias plataformas sobrepuestas en cuya cima había templos. Algunos académicos han teorizado que estas estructuras podrían haber sido la base de la torre de Babel bíblica, que se describe en el Génesis.

## Materiales
La abrumadora mayoría de arquitectura sumeria utiliza mampostería de arcilla y formas cada vez más complejas de ladrillos apilados. Debido a que estos ladrillos no eran cocidos, las edificaciones sumerias se deterioraban con el tiempo, por lo que fueron periódicamente destruidas, aplanadas y reconstruidas en el mismo lugar. Este ciclo de vida estructural planificado elevó gradualmente el nivel de las ciudades, de manera que terminaron estando elevadas por encima de la llanura circundante. Los montículos resultantes son conocidos como tels y se encuentran por todo el territorio que comprendía el antiguo Cercano Oriente. Los edificios civiles decayeron lentamente por el uso de conos de piedras coloreadas, paneles de terracota y "clavos" de arcilla colocados al interior de los ladrillos de adobe para crear una funda protectora que adornaba la fachada.

### Materiales de mampostería
Los sumerios carecían tanto de bosques como de canteras, por lo que debieron utilizar ladrillos de adobe (también denominados ladrillos de barro) como su material principal. Se preferían los ladrillos de adobe sobre otros a causa de sus propiedades térmicas superiores y menores costos de producción. El ladrillo rojo era usado en pequeñas aplicaciones que implicaban agua, decoración y construcciones monumentales. Una innovación tardía fue el ladrillo vidriado. La mampostería sumeria no utilizó argamasa, aunque algunas veces se usó betún. 
Los estilos de ladrillos variaron en gran medida de acuerdo a la época, por lo que son categorizados por período. Los ladrillos redondeados eran en alguna medida inestables. Las capas de ladrillos sumerias dejaban una fila de ladrillos perpendicular como descanso cada par de hileras. Las ventajas de los ladrillos plano-convexos eran la velocidad de fabricación, así como la superficie irregular que sostenía mejor la capa de yeso que una superficie lisa de otros tipos de ladrillo.

### Otros materiales
Fuera de los ladrillos, se utilizaron otros materiales de construcción para revestimientos, pisos, techos, puertas y aplicaciones especiales. Estos materiales incluyeron:
- Revoques de tierra, utilizados para sellar y hacer los acabados de los espacios exteriores e interiores de las residencias comunes.
- Revoques de cal, utilizados para sellas y hacer los acabados de los espacios exteriores e interiores de las residencias lujosas.
- Un tipo de terrazo, usado para los pisos.
- La palma datilera (Phoenix dactylifera), usada para dinteles.
- El carrizo (Fragmites communis), usado para los techos y las bases de los tapiales.
- Paneles de terracota, usados para decoración.
- El betún, usado para sellar las tuberías.

Eran especialmente apreciados los materiales de construcción importados, tales como el cedro de Líbano, la diorita de Arabia y el lapislázuli de India.

## Diseño urbano
Sumeria fue la primera sociedad que creó la ciudad en sí como una forma construida: estaban orgullosos de este logro como lo demuestra el Poema de Gilgamesh que se inicia con una descripción de Uruk, sus muros, calles, mercados, templos y jardines. Uruk en sí misma es importante como el centro de una cultura urbana que colonizó y urbanizó el occidente asiático.
La construcción de ciudades fue el producto final de las tendencias que empezaron en la Revolución neolítica. El crecimiento de la ciudad fue parcialmente planificada y parcialmente orgánica. El planeamiento es evidente en los muros, el distrito de los templos principales, el canal central con el puerto y la calle principal. La estructura de espacios residenciales y comerciales fue la reacción de las fuerzas económicas a los límites espaciales impuesto por las áreas planificadas que resultaron en un diseño irregular con características regulares. Debido a que los sumerios registraron las transacciones de bienes raíces, es posible reconstruir buena parte del patrón de crecimiento urbano, la densidad demográfica, el valor de las propiedades y otras medidas a partir de fuentes cuneiformes.
La ciudad típica dividió el espacio en áreas residenciales, uso mixto, comercial y cívico. Las áreas residenciales estaban agrupadas de acuerdo a las profesiones. En el centro de la ciudad se encontraba un templo principal siempre situado un poco fuera del centro geográfico. Este templo usualmente precedía a la fundación de la ciudad y fue el núcleo en torno al cual creció la forma urbana. Los distritos adyacentes a las puertas tenían una función especial religiosa y económica.
La ciudad siempre incluía un cinturón de tierra agrícola irrigada que incluía pequeñas aldeas. Una red de caminos y canales conectaba la ciudad con estas tierras. La red de transportes estaba organizada en tres escalones: amplias calles procesionales (en acadio:sūqu ilāni u šarri), calles públicas perpendiculares (en acadio:sūqu nišī) y callejones sin salida privados (en acadio:mūṣû). Las calles públicas que definían una manzana variaron poco en el tiempo, mientras que los callejones sin salida eran mucho más fluidos. Actualmente, se estima que el 10% del área urbana estaba compuesto por calles y el 90% por edificios.

### El caso de Uruk

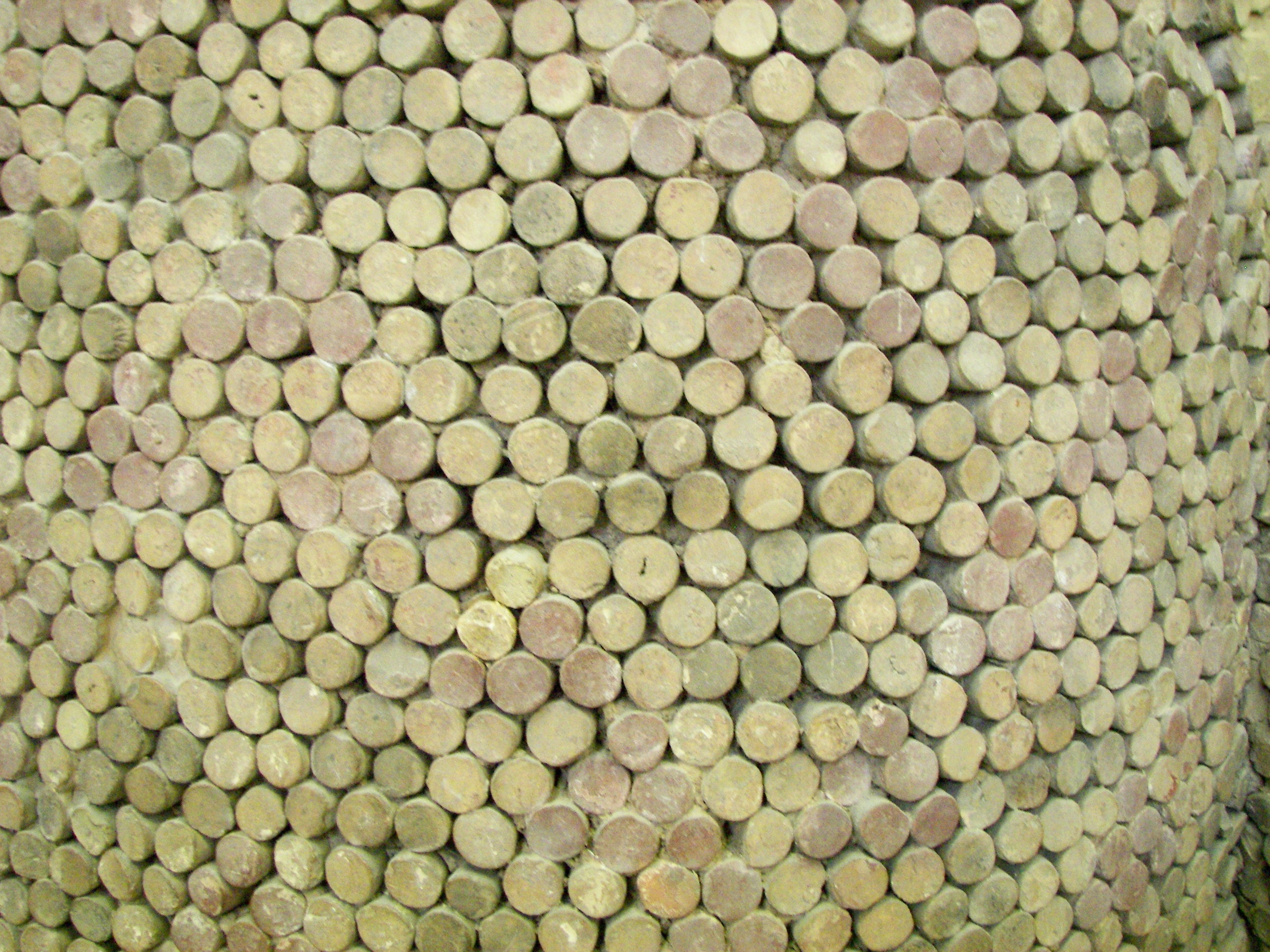
Mosaicos en el templo de Inanna de Uruk, actualmente en el museo de Pérgamo de Berlín.

A los grandes edificios de Uruk de esta etapa se les ha dado la denominación de templos, si bien no se puede asegurar el uso que tuvieron, pudiéndose haber tratado de palacios.
En la ciudad de Uruk destacaban dos áreas dedicadas como centro urbano, bien político, bien religioso: Eanna y Kullab.
Eanna se encontraba en un terreno llano: era el montículo más antiguo y fue a partir del período de Uruk (3400 a. C.) cuando su arquitectura comenzó a destacar. De esta etapa data el Templo de los Conos de Piedra que tenía paredes de hasta 3,5 metros de altura de piedra. Estaba formado por una nave central y dos pasillos rodeados por tres grandes murallas que en conjunto formaban un área de 28×19 metros, bajo las cuales se encontraba un sótano inaccesible del cual se desconoce su utilidad. El Templo de Caliza de Eanna V fue construido en una etapa posterior. Su planta era rectangular y estaba formada por una gran nave central de 58×9 metros rodeada de una serie de habitaciones con salida al exterior, quedando completamente accesible desde la plaza pública, igualmente construido en piedra. En el nivel IV, se construyeron los templos D y E que como se ha comentado fueron desmantelados en el nivel III (3200 a. C.). El Templo D era el mayor de ellos, con unas dimensiones de 45×80 metros, estrechas entradas y nave central en forma de T. El Templo E contenía una cámara central cuadrada flanqueada a cada lado por vestíbulos comunicados con el exterior y con la cámara central por numerosas entradas. Los edificios que se construyeron tras estos en el nivel III siguieron un esquema bastante parecido.
Kullab se levantaba en una región inclinada y abrupta. En sus fases más tempranas contenía una serie de estructuras simétricas. Uno de los edificios más destacados fue el llamado Templo Blanco, que terminó siendo cubierto por ladrillos y sepultado.

## Arquitectura residencial

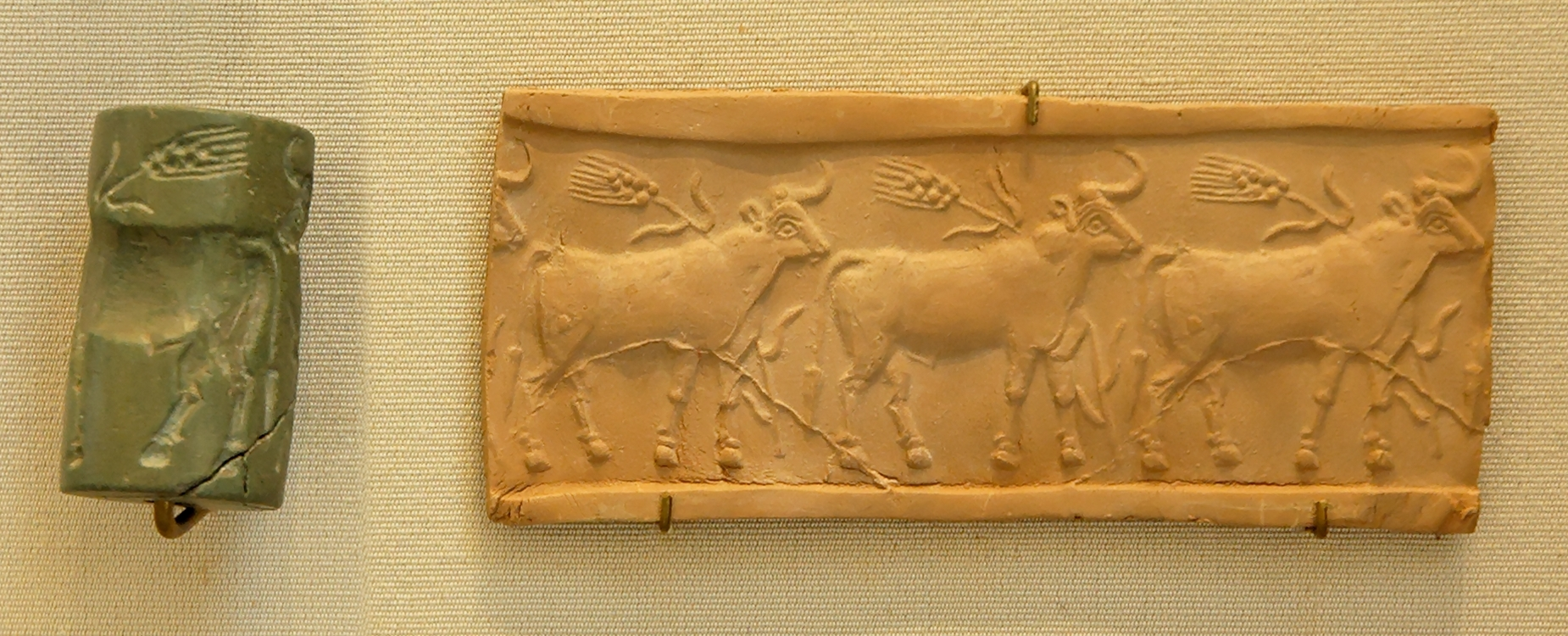
Sello cilíndrico e impresión: grupo de ganado en un campo de trigo, hechos en caliza, correspondiente al período de Uruk (4100-3000 a. C.).

El diseño arquitectónico residencial fue un desarrollo directo de las construcciones del período de El Obeid. Si bien los sellos cilíndricos sumerios representaban las casas utilizadas por los Mudhifs, la casa con patio interior fue la tipología predominante que ha sido utilizada en Mesopotamia hasta la actualidad. Esta casa denominada e (en acadio: bītu) enfrentaba al interior un patio abierto que proveía un efecto de enfriamiento para crear corrientes de convección. Los sellos cilíndricos sumerios también describen casas construidas con caña, similares a aquellas construidas por los árabes de las tierras bajas de la parte sur de Irak, hasta una fecha tan reciente como el 400 a. C.
Este patio denominado tarbasu fue la primera característica organizativa de las casas, hacia el cual se dirigían todas las habitaciones. Las paredes externas no poseían distintivo alguno, salvo una sola abertura que conectaba la casa con la calle. El movimiento entre la casa y la calle requería un giro de 90° a través de una pequeña antecámara. Desde la calle, solo la pared trasera de la antecámara sería visible a través de una puerta abierta, de la misma manera no había una vista desde la calle hacia el patio. Los sumerios tenían una estricta división de los espacios públicos y privados. El área usual de una casa sumeria era de 90 m².

## Arquitectura comercial
Un bazar era un mercado o conjunto de negocios, donde estaban disponibles bienes y servicios para la compra y venta. Excavaciones arqueológicas han encontrado indicios de bazares en diferentes partes del Oriente Medio: cerca de Kermanshah (9000 a. C.), en Tappeh Sialk y en Teppe Hasanlu (6000 a. C.), en Shahr-i Sokhta (3000 a. C.) y en Susa (a partir del 4000 a. C.). La urbanización que tuvo lugar a partir del IV milenio a. C. hizo posible el crecimiento económico y el aumento de los intercambios, incluso con lugares lejanos.

## Arquitectura paisajística
La arquitectura paisajística ha sido un aspecto de la cultura sumeria que ha sido pasado por alto. Las fuentes escritas indican que la planificación de los espacios abiertos fue una parte de la ciudad desde los primeros tiempos. La descripción de Uruk en la Epopeya de Gilgamesh cuenta que un tercio de la ciudad se reservaba para los huertos. Una planificación similar de los espacios abiertos se encuentra en el quinto recinto de Nippur. Otro elemento paisajístico importante fue el espacio vacante (en acadio: kišubbû) que fue usado alternativamente para la agricultura y para la disposición de desechos.
Fuera de la ciudad, el sistema de irrigación agrícola sumerio creó uno de los primeros jardines de la historia. El jardín (sar) tenía un canal perimético. Esta forma cuadrangular encerrada fue la base para los posteriores jardines paradisíacos de Persia.